# Ogmodera sulcata
Ogmodera sulcata är en skalbaggsart som beskrevs av Aurivillius 1908. Ogmodera sulcata ingår i släktet Ogmodera och familjen långhorningar.
Artens utbredningsområde är Kenya. Inga underarter finns listade i Catalogue of Life.